# Muhammad Rian Ardianto
Muhammad Rian Ardianto, né le 13 février 1996 à Bantul, dans le territoire de Yogyakarta, est un joueur de badminton indonésien spécialiste du double hommes.

## Carrière
En 2018, il est notamment médaillé d'argent aux Jeux asiatiques de 2018 avec Fajar Alfian.
Il remporte deux médailles de bronze en championnats du monde en 2019 et 2022.
Il fait partie de l'équipe d'Indonésie victorieuse de la Thomas Cup 2020 et vice championne en 2022 et 2024,
Le décembre 2022, il devient numéro 1 mondial en double hommes avec Fajar Alfian.

## Vie personnelle
Il est en couple avec sa coéquipière Ribka Sugiarto depuis 2020.
En septembre 2023, Ardianto et Sugiarto se sont mariés.

## Palmarès

### Parcours junior
| Année     | Compétition                  | Épreuve        | Résultat |
| --------- | ---------------------------- | -------------- | -------- |
| 2014 (en) | Championnats du monde junior | Mixte garçons  | Argent   |
| 2014 (en) | Championnats du monde junior | Double garçons | Bronze   |

### Parcours senior
| Année | Compétition           | Épreuve       | Résultat |
| ----- | --------------------- | ------------- | -------- |
| 2019  | Championnats du monde | Double hommes | Bronze   |
| 2022  | Championnats du monde | Double hommes | Bronze   |

### Jeux asiatiques
- Jeux asiatiques de 2018 à Djakarta ( Indonésie) :
  -  médaille d'argent